# Juan Imhoff
Juan José Imhoff (* 11. května 1988 Rosario) je argentinský ragbista, hráč francouzského prvoligového klubu Racing 92. Operuje na pozici křídla nebo zadáka.

## Klubová kariéra
Začínal v rodném Rosariu v Duendes Rugby Clubu, s nímž se stal mistrem Argentiny v letech 2009 a 2011. Hrál také za tým Pampas XV, argentinský výběr startující v Jihoafrické republice na turnaji Vodacom Cup, který tuto soutěž v roce 2011 vyhrál. Od roku 2011 hraje za Racing 92 sídlící v Colombes u Paříže, v roce 2016 s ním vyhrál francouzskou ligu Top 14 a postoupil do finále PMEZ, kde Racing 92 podlehl londýnským Saracens.

## Reprezentační kariéra
Od roku 2009 hraje za argentinskou reprezentaci, startoval také v rezervním týmu Argentina Jaguars. Zúčastnil se mistrovství světa v ragby 2011, kde jeho tým vypadl ve čtvrtfinále, a mistrovství světa v ragby 2015, na kterém Argentinci obsadili čtvrté místo. Byl součástí reprezentace na MS 2023. Sedmkrát se zúčastnil The Rugby Chamionships, v roce 2015 zde byl u historicky první výhry Argentiny nad Jihoafričany a v roce 2020 byl u první výhry nad Novým Zélandem v historii. S argentinskou reprezentací v rugby 7's se zúčastnil olympijského turnaje 2016, kde jeho tým skončil na šestém místě.